# 歌蘺鶯
優音蘺鶯（又稱歌蘺鶯）是舊世界鶯科的一種，屬於蘺鶯屬（Hippolais）。該鳥類主要繁殖於歐洲西南部和非洲西北部，並於冬季遷徙至撒哈拉以南的非洲過冬。這種小型雀形目鳥類常見於開闊的灌木林地和有灌木的森林邊緣。牠們在樹或灌木中築巢，每次產下三至五枚卵。由於其廣泛的分佈範圍和穩定的族群數量，國際自然保護聯盟將其保護狀況評定為「無危」。

## 描述

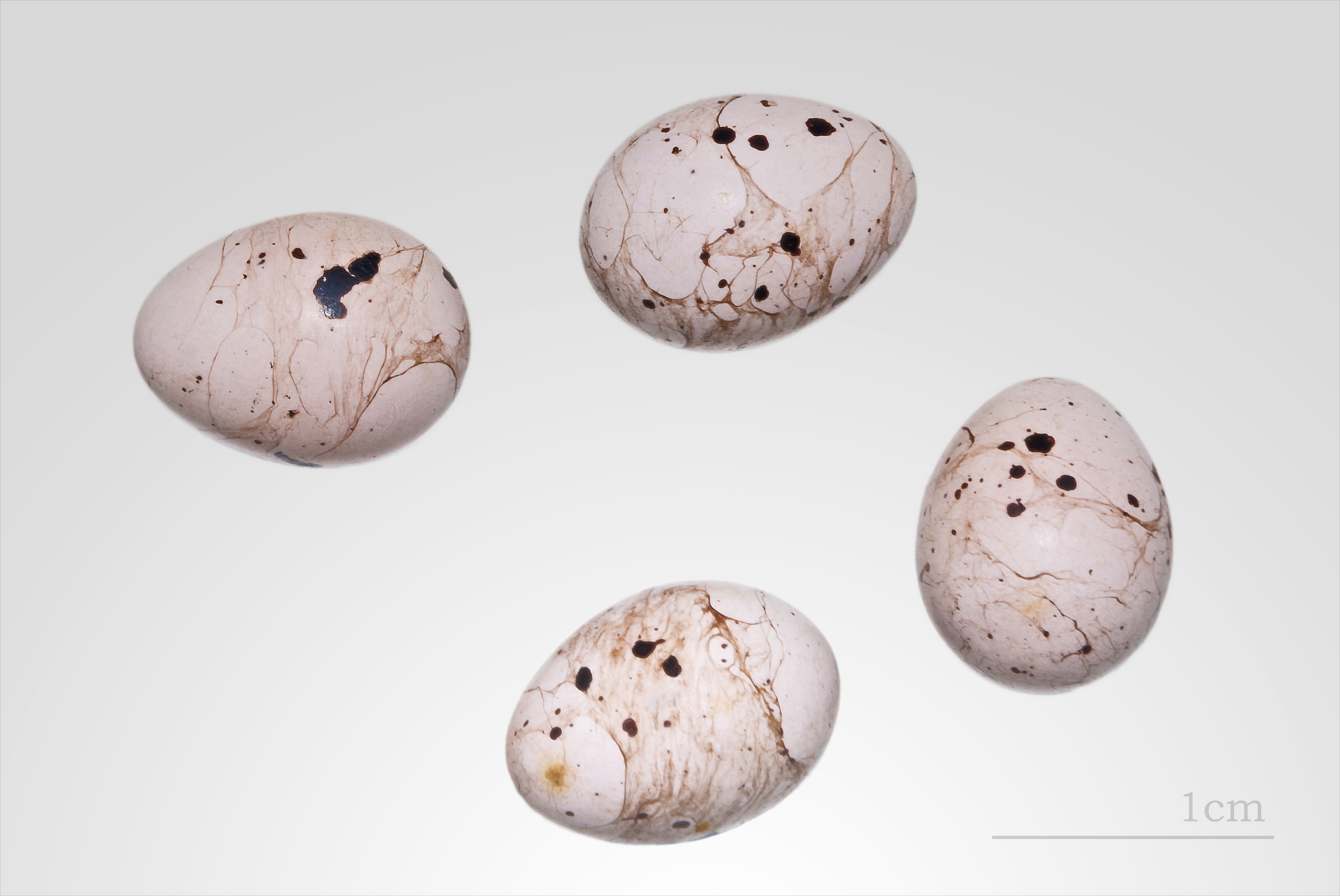
歌蘺鶯的卵（圖盧茲博物館）

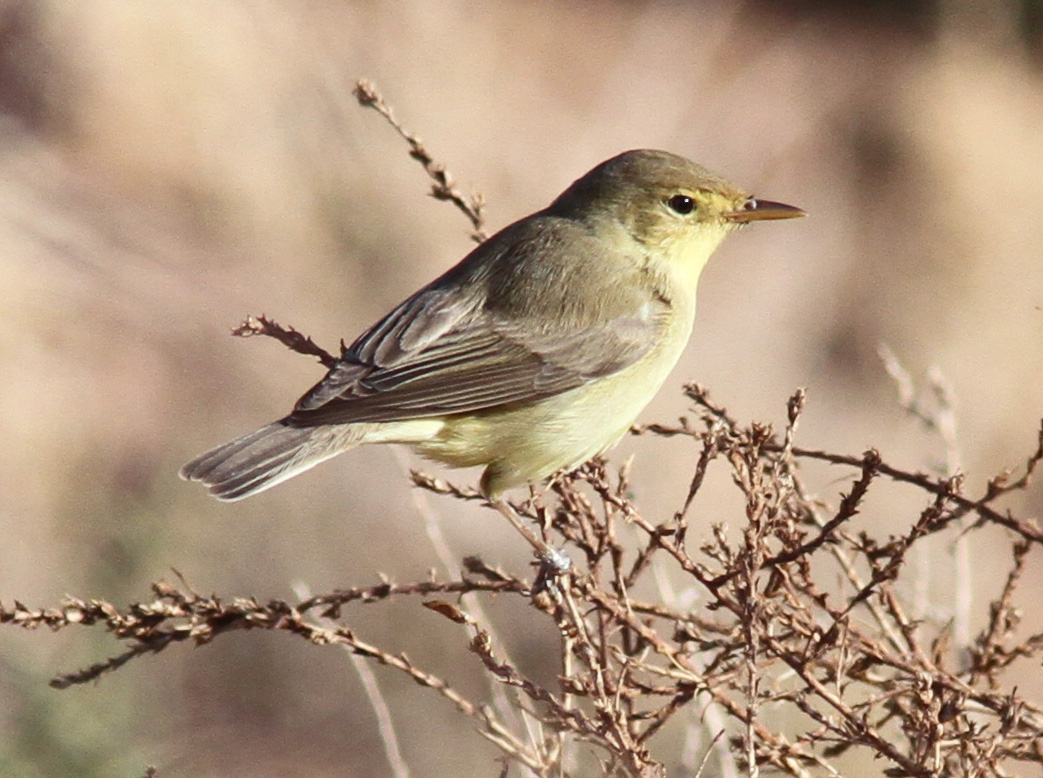
摩洛哥瓦爾扎扎特附近的歌蘺鶯

歌蘺鶯是一種中等大小的鶯類，體長約12至13（4.7至5.1英寸）。成鳥的背部和翅膀為單一的棕色，下體呈黃綠色。與其東面對應種——綠籬鶯（Hippolais icterina）相比，歌蘺鶯的上體顏色較為棕褐色，而下體則更偏黃色。其喙強壯且尖銳，腿部呈棕色。雄雌鳥外觀相似，但幼鳥腹部顏色較淡。其鳴聲悅耳且持久，但變化不大，也不包括模仿的聲音。其他叫聲包括類似於麻雀的顫音“trrrr”、輕聲的“tuk”和喋喋不休的“chret-chet”。

## 分布與棲息地
歌蘺鶯是一種候鳥，主要在西歐和北非繁殖，冬季則遷徙至撒哈拉以南的西非地區。其繁殖範圍從伊比利亞半島向東延伸至德國和意大利。在北非，牠們在西撒哈拉、毛里塔尼亞、阿爾及利亞、摩洛哥和突尼西亞繁殖。其典型棲息地包括灌木林地、森林邊緣、灌木叢、河岸植被、果園和花園。

## 生態
如同大多數鶯類，歌蘺鶯主要以昆蟲為食，但也會攝取其他小型食物，如漿果。牠們在樹或灌木中築巢，巢由細草、莖、柔軟的樹枝、樹皮薄片和地衣構成，每窩產下三至五枚卵。

## 語源學
屬名Hippolais來自古希臘語hupolais，是林奈拼錯的詞，指的是亞里士多德等人提到的一種小鳥，可能是擬聲詞或來自hupo（下）和laas（石）。種名polyglotta來自古希臘語polus（多）和glossa（舌），意為「和諧的」。

## 外部連結
- 歌蘺鶯的影片、照片和聲音 （页面存档备份，存于） 來自 Internet Bird Collection
- 關於年齡和性別鑑定的PDF（1.7 MB），作者：Javier Blasco-Zumeta & Gerd-Michael Heinze （页面存档备份，存于）
- Avibase[]